# Tristan Mordrelle
Pour les articles homonymes, voir Mordrelle.
Tristan Mordrelle, dit Trystan Mordrel, né le 26 septembre 1958 à Buenos Aires en Argentine, est un militant, journaliste et éditeur d’extrême-droite français. Proche des sphères néo-nazies et négationnistes, il participe à la campagne d’Éric Zemmour dans le cadre de l’élection présidentielle de 2022.

## Biographie

### Famille
Tristan Mordrelle est le fils du militant nationaliste breton et collaborateur Olivier Mordrel, et d’Yvette Pochat. Il est né en 1958 à Buenos Aires en Argentine, pays dans lequel son père s’est réfugié après la Libération et sa condamnation à mort par contumace pour « atteinte à l’unité nationale ».

### Débuts militants à l'extrême-droite
Tristan Mordrelle adhère avec son père à l’âge de 18 ans au Groupement de recherche et d'études pour la civilisation européenne (GRECE),. Au sein de cette « société de pensée » rattachée à la mouvance nationale-européenne, il fréquente plusieurs personnalités d’extrême-droite comme Guillaume Faye, Pierre Vial, Jean-Yves Le Gallou et Christian Milliau, futur dirigeant du Bloc identitaire. De 1984 à 1985 Tristan Mordrelle devient secrétaire de rédaction de la revue gréciste Éléments,.
Dans les années 1980, il fonde l’association Europa Riezel (« l’Europe impériale ») avec Goulven Pennaod et Guillaume Faye. L’association affirme vouloir rassembler la mouvance révolutionnaire européenne qui comprend, selon elle, les terroristes communistes français d’Action directe, le Front de libération nationale corse, le Front de libération de la Bretagne, autant que le Mouvement nationaliste-révolutionnaire et la frange pro-néonazis du GRECE. Ensemble, ils fondent la revue Diaspad, qui adopte un positionnement nationaliste breton celto-druidique et militant pour l’Europe des ethnies.
En 1985, Tristan Modrelle, Jean-Pierre Tillenon (dit Yann-Ber Tillenon) et divers militants néo-nazis investissent l’association bretonne Ker Vreizh. Plusieurs figures du GRECE comme Alain de Benoist et Robert Steuckers ainsi que les négationnistes Pierre Guillaume et Henri Roques y sont invités pour y donner des conférences.

### La librairie négationniste Ogmios
En 1986, Tristan Mordrelle crée la librairie Ogmios, au 10, rue des Pyramides dans le 1er arrondissement de Paris, dans les anciens locaux du Parti populaire français de Jacques Doriot. La librairie porte le nom du dieu guerrier gaulois Ogmios,. Dans le même temps, juste avant les élections présidentielles, sous les pseudonymes de Patrick Lebois et Tristan Moberg, il représente l'éditeur « Avenir International » domicilié dans les mêmes locaux ;  il diffuse à l'ensemble des médias  une violente diatribe diffamatoire contre Raymond Barre, l'accusant d'antisémitisme et d'appartenance à un mouvement mondial occulte de « l'Internationale capitaliste »,. Il inonde aussi les réunions électorales de Raymond Barre d'un billet à l'effigie de celui-ci, surmontée d'inscriptions allant dans le même sens.
Tristan Mordrelle codirige la librairie Ogmios avec Jean-Dominique Larrieu (également connu sous le pseudonyme de Bertrand Forestier). La librairie se fait connaître pour la diffusion d’ouvrages antisémites et négationnistes et de livres interdits à la vente. La vente de livre à la librairie se double d’un réseau de diffusion qui, sous l’appellation de « Livres de chez nous », propose dans son catalogue des ouvrages sur le maréchal Pétain et sur d’autres figures de l’extrême-droite française et européenne comme Léon Degrelle ou encore Robert Brasillach.
La librairie propose également à la vente les Annales d’histoire révisionniste, une revue qui nie le génocide des Juifs durant la Seconde Guerre mondiale, et des ouvrages de Robert Faurisson et d’Henri Rocques,. Pour assurer la diffusion de ces livres, Tristan Mordrelle fonde également avec Jean-Dominique Larrieu en 1987 les éditions Avalon, qui éditent la première traduction française du Mythe du vingtième siècle de l’idéologue nazi Alfred Rosenberg,,. Cette édition est réalisée en souscription, avec en cadeau une brochure contenant un discours de Rosenberg.
La librairie emploie notamment Frédéric Chatillon, futur chef du Groupe union défense et futur proche collaborateur de Marine Le Pen,. Elle est également fréquentée par l’ancien Waffen SS Saint-Loup et par François Genoud, un banquier suisse, ancien détenteur des droits d’auteur d’Adolf Hitler et de Joseph Goebbels, connu pour avoir apporté son aide au FLN durant la Guerre d'Algérie et à d’anciens dignitaires nazis en exil.

#### Liens avec la République islamique d’Iran
En 1986, les Renseignements généraux découvrent que la librairie Ogmios entretient des liens avec l’ambassade d’Iran à Paris, via son numéro 2, Wahid Gorji. En janvier 1987, Tristan Mordrelle est notamment invité avec d’autres journalistes en Iran par le ministère de l’information de Téhéran, pour visiter le front iranien devant la ville irakienne de Bassorah durant la guerre Iran-Irak,.
Les relations entre l’ambassade de la République islamique et Tristan Mordrelle deviennent publiques à l’été 1987. Le 5 août, Le Canard Enchaîné  publie le fac-similé d’un chèque de 120 000 francs tiré sur la banque Melli et signé par Wahid Gordji. La somme a été utilisée par les gérants des éditions Avalon pour servir de caution bancaire pour l’édition d’un catalogue de vente par correspondance proposant les écrits de plusieurs auteurs nostalgiques du nazisme, d’historiens révisionnistes, mais aussi de textes faisant l’éloge d'un certain ésotérisme islamique,,. Si l’information a été démentie par Jean-Dominique Larrieu, celle-ci a été en revanche confirmée par la société Techni-Graphic, ayant réalisé l’impression du catalogue.

### Activités dans le milieu de l’édition et de la communication
La librairie Ogmios ferme ses portes en septembre 1993. Les raisons invoquées sont financières, mais c'est en fait la conséquence des poursuites organisées par le gouvernement contre Jean-Dominique Larrieu.
Dans les années 1990, Tristan Mordrelle dirige les éditions Garamond jusqu’à leur mise en liquidation le 20 mars 1997. Il dirige un temps une revue négationniste, L'Autre Histoire. Il travaille ensuite pour les éditions Atlas en tant que chef de projet et édite de nombreux magazines pour le grand public. Tristan Mordrelle dirige par la suite une agence de communication à Redon (Ille-et-Vilaine).

### Soutien financier à des groupes d’extrême-droite
Tristan Mordrelle est considéré comme l'un des principaux leveurs de fonds de l'extrême-droite française.
Pendant la Manif pour tous en 2013, Tristan Mordrelle lève des fonds pour les militants opposés au mariage homosexuel interpellés par la police. Il rencontre dans ce cadre les fondateurs de l’association SOS Chrétiens d’Orient, réputée proche de l’extrême-droite radicale et du régime de Bachar el-Assad, qu’il aide à récolter des financements via sa société Fundraising Ad Litteram.
En 2014, Tristan Mordrelle participe également à la création de TV Libertés avec Philippe Milliau.
En 2018, Mediapart affirme que les services de renseignement soupçonnent Tristan Modrelle d'avoir participé au financement du groupuscule néofasciste Bastion social via des cagnottes de crowdfunding.

### Campagne d'Éric Zemmour en 2022
En 2021, Tristan Mordrelle sollicite son réseau afin de lever des fonds pour financer la campagne d’Éric Zemmour en vue de l’élection présidentielle française de 2022,. Celui-ci assure la diffusion de plusieurs documents de propagande, et utilise sa société Ad Litteram afin de récolter des dons pour le candidat d’extrême-droite.

## Œuvres
- Rédacteur en chef de l’Encyclopédie des armes (1986)
- Coordinateur de Troupes d’élite (1986)
- Préface de L’Italie en guerre de Dominique Lormier (1986)